# الهیات سلبی

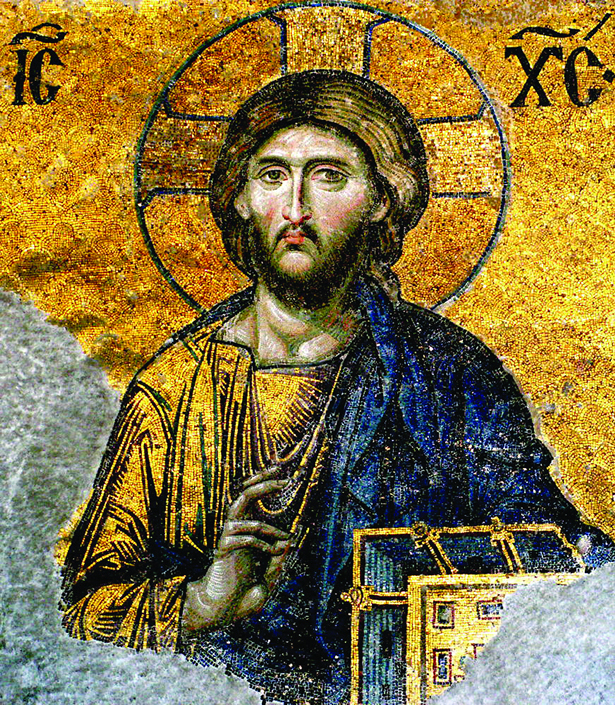
مسیح پانتوکراتور ایاصوفیه

الهیات سلبی یا الهیات نقیضی نوعی جریان فکری در میان متفکران غربی و مسلمان است که در آن شناخت خدا امکان ندارد و انسان فقط می‌تواند بداند که خدا چه نیست.  الهیات سلبی در مقابل الهیات ثبوتی است که تلاش می‌کند «آنچه خدا هست» را بیان کند.